# Theridion decemmaculatum
Theridion decemmaculatum là một loài nhện trong họ Theridiidae.
Loài này thuộc chi Theridion. Theridion decemmaculatum được Tord Tamerlan Teodor Thorell miêu tả năm 1890.